# Vibosjön, Västergötland
Vibosjön är en sjö i Bollebygds kommun och Lerums kommun i Västergötland och ingår i Göta älvs huvudavrinningsområde. Sjön är 9,5 meter djup, har en yta på 0,607 kvadratkilometer och befinner sig 126,3 meter över havet. Vid provfiske har abborre, gädda och mört fångats i sjön.

## Delavrinningsområde
Vibosjön ingår i det delavrinningsområde (641482-129963) som SMHI kallar för Utloppet av Sävelången. Medelhöjden är 104 meter över havet och ytan är 44,38 kvadratkilometer. Räknas de 64 avrinningsområdena uppströms in blir den ackumulerade arean 1 297 kvadratkilometer. Säveån som avvattnar avrinningsområdet har biflödesordning 2, vilket innebär att vattnet flödar genom totalt 2 vattendrag innan det når havet efter 35 kilometer. Avrinningsområdet består mestadels av skog (57 %) och jordbruk (11 %). Avrinningsområdet har 6,22 kvadratkilometer vattenytor vilket ger det en sjöprocent på 14 %. Bebyggelsen i området täcker en yta av 2,35 kvadratkilometer eller 5 % av avrinningsområdet.